# Emre Aktaş
Emre Aktaş (* 23. September 1986 in Bursa) ist ein türkischer Fußballspieler, der derzeit für Polatlı Bugsaşspor spielt.

## Karriere

### Verein
Emre Aktaş begann mit dem Vereinsfußball in der Jugend von Tofaş SK und spielte anschließend für die Jugendmannschaft İnegölspor. Im Frühjahr 2004 erhielt er hier einen Profivertrag und kam auf Anhieb zu regelmäßigen Einsätzen.
Nachdem er hier bis zum Sommer 2005 aktiv gewesen war, wechselte er zum Süper-Lig-Aufsteiger Ankaraspor. Hier kam er in seiner ersten Spielzeit zu 14 Ligaeinsätzen und erzielte dabei zwei Tore. Die zweite Saison verbrachte er dann als Leihgabe bei Keçiörengücü.
Zum Sommer 2007 wechselte er dann zu Malatyaspor.
Nachdem er die Hinrunde für diesen Verein gespielt hatte, wechselte er zur Rückrunde zum damaligen Drittligisten Adanaspor. Hier erreichte er mit seiner neuen Mannschaft zum Saisonende die Meisterschaft der TFF 2. Lig und damit den direkten Aufstieg in die TFF 1. Lig. Mit seinen neun Treffern hatte er großen Anteil an diesem Erfolg. In der Saison 2009/10 erreichte er mit seiner Mannschaft die Relegation der 1. Lig und verpasste erst im Halbfinale der Relegation den Aufstieg in die Süper Lig. Die nachfolgenden Spielzeiten verpasste er den Anschluss an die Mannschaft und kam lediglich als Ersatzspieler zum Einsatz. Die Hinrunde der Spielzeit 2010/11 verbrachte er als Leihageb bei Bucaspor. Zum Saisonende 2011/12 erreichte Adanaspor zum Saisonende den Einzug bis ins Playoff-Finale der TFF 1. Lig. Im Finale unterlag man in der Verlängerung Kasımpaşa Istanbul 2:3 und verpasste somit den Aufstieg in die Süper Lig erst in der letzten Begegnung.
Im Sommer 2012 wurde sein Wechsel zum Ligakonkurrenten Karşıyaka SK verkündet. Bereits nach einer halben Spielzeit verließ er diesen Verein und wechselte zum Drittligisten Polatlı Bugsaşspor.

### Nationalmannschaft
Emre Aktaş durchlief die türkische U-18-Jugendnationalmannschaft.

## Erfolge
- Mit Adanaspor:
  - 2007/08 Meister der TFF 2. Lig
  - 2007/08 Aufstieg in die TFF 1. Lig